# 碱
在各种酸碱理论中，碱（英語：alkali，源於阿拉伯語  al-qaly）都是指与酸相对的一类物质。鹼多指鹼金屬及鹼土金屬的氢氧化物和氧化物，而对碱最常见的定义是根据阿伦尼乌斯提出的酸碱离子理论作出的定义：碱是一种在水溶液中可以电离出氢氧根离子并且不产生其它阴离子的化合物。随后这个定义被扩展为提供氢氧根或者吸收氢离子的化合物。

## 鹼
在阿伦尼乌斯酸碱离子理论中，碱都是可溶于水的，并且它们的水溶液的pH值都大于7。碱在溶液里提供氢氧根或者吸收氢离子，造成溶液中的OH−比H+多，而常温下纯水的pH值为7——即中性时OH−的浓度为10−7mol/L，所以使得pH值上升。
如1mol/L的氢氧化钠溶液，
{\displaystyle {\ce {NaOH -> Na+ + OH-}}}
按上式完全电离，氢氧根浓度也是1mol/L，根据水的离子积得[H+]=10−14mol/L，所以此时溶液的pH为14。
一些非氢氧化物可以在水中水解，产生氢氧根而显碱性：
{\displaystyle {\ce {Na2CO3 + H2O -> 2Na+ + HCO3- + OH-}}}
{\displaystyle {\ce {NH3 + H2O -> NH4+ + OH-}}}
但只要是能在水中产生氢氧根的物质，就都能与酸（尤其是强酸）发生中和反应。以NaOH和HCl的反应为例：
{\displaystyle {\ce {NaOH -> Na+ + OH-}}}
{\displaystyle {\ce {HCl -> H+ + Cl-}}}
然后生成水：
{\displaystyle {\ce {H+ + OH- -> H2O}}}
与Na2CO3、NH3的反应可以仿照写出。

## 其他酸碱理论中碱的定义

### 酸碱质子理论中碱的定义
在酸碱质子理论（布仑斯惕-劳里酸碱理论）中，碱是能接受质子（氫離子）的物质，碱与质子结合后形成的物质叫做碱的共轭酸。例如在以下的反應中，水扮演碱的角色，其共轭酸為 H3O+。
{\displaystyle {\ce {CH3COOH + H2O -> H3O+ + CH3COO-}}}
酸碱质子理论可以延伸到非水溶液的情形。

### 酸碱电子理论中碱的定义
在酸碱电子理论（路易斯理论）中，碱是能给出孤对电子的物质，对于一切有空轨道的物质，碱都可与之进行加合反应。这个定义的范围是最广的。
酸碱电子理论的鹼又稱為路易士鹼，如以下的例子中，氯離子提供孤对电子对，即為路易士鹼。
{\displaystyle {\ce {AlCl3 + Cl- -> AlCl4-}}}

## 碱的性质
- 使酸碱指示剂变色：鹼（可溶）使紫色石蕊试液变蓝，无色酚酞试液变红
- 和酸发生中和反应：碱 （一切碱类）+ 酸 → 盐 + 水

{\displaystyle {\ce {NaOH + HCl -> H2O + NaCl}}}
- 和某些非金属氧化物反应：碱（可溶） + 某些非金属氧化物 → 水 + 盐

{\displaystyle {\ce {CO2 + Ca(OH)2 -> CaCO3 v + H2O}}}
- 和盐发生复分解反应：碱（可溶） + 盐（可溶） → 新碱 + 新盐

{\displaystyle {\ce {2NaOH + CuSO4 -> Cu(OH)2 v + Na2SO4}}}
- 氫氧化物和銨鹽生成氨和新鹽。
- 不溶性碱大都是不稳定的，受热易分解为金属氧化物和水

{\displaystyle {\rm {Cu(OH)2\xrightarrow {\Delta } CuO+H2O}}}
- 通常有滑腻感、味道苦，而且是腐蝕性。因此多用作清潔用途，腐蝕和去除污垢

## 常见的碱
強鹼
- 氢氧化钠（NaOH）- 俗称烧碱、火碱、苛性钠
- 氢氧化钙（Ca(OH)2）- 俗称熟石灰、消石灰
- 氢氧化钾（KOH）
- 氢氧化钡（Ba(OH)2）
- 氢氧化铯（CsOH）

弱碱
- 氨（NH3）
- 氢氧化銀（AgOH）
- 碳酸氫鈉（NaHCO3) - 俗稱小蘇打、蘇打粉、焙用鹼

## 碱味
碱在人类口感中，往往呈现生涩的味觉感受，类似未成熟的柿子、香蕉的单宁口感。同酸味相对，只是与酸不同的是，一般碱在普通人印象中没有如同酸一样的可让人闻到的气味。